# Gargamelle (détecteur)
Pour les articles homonymes, voir Gargamelle.
Cet article possède un paronyme, voir Gargamel.

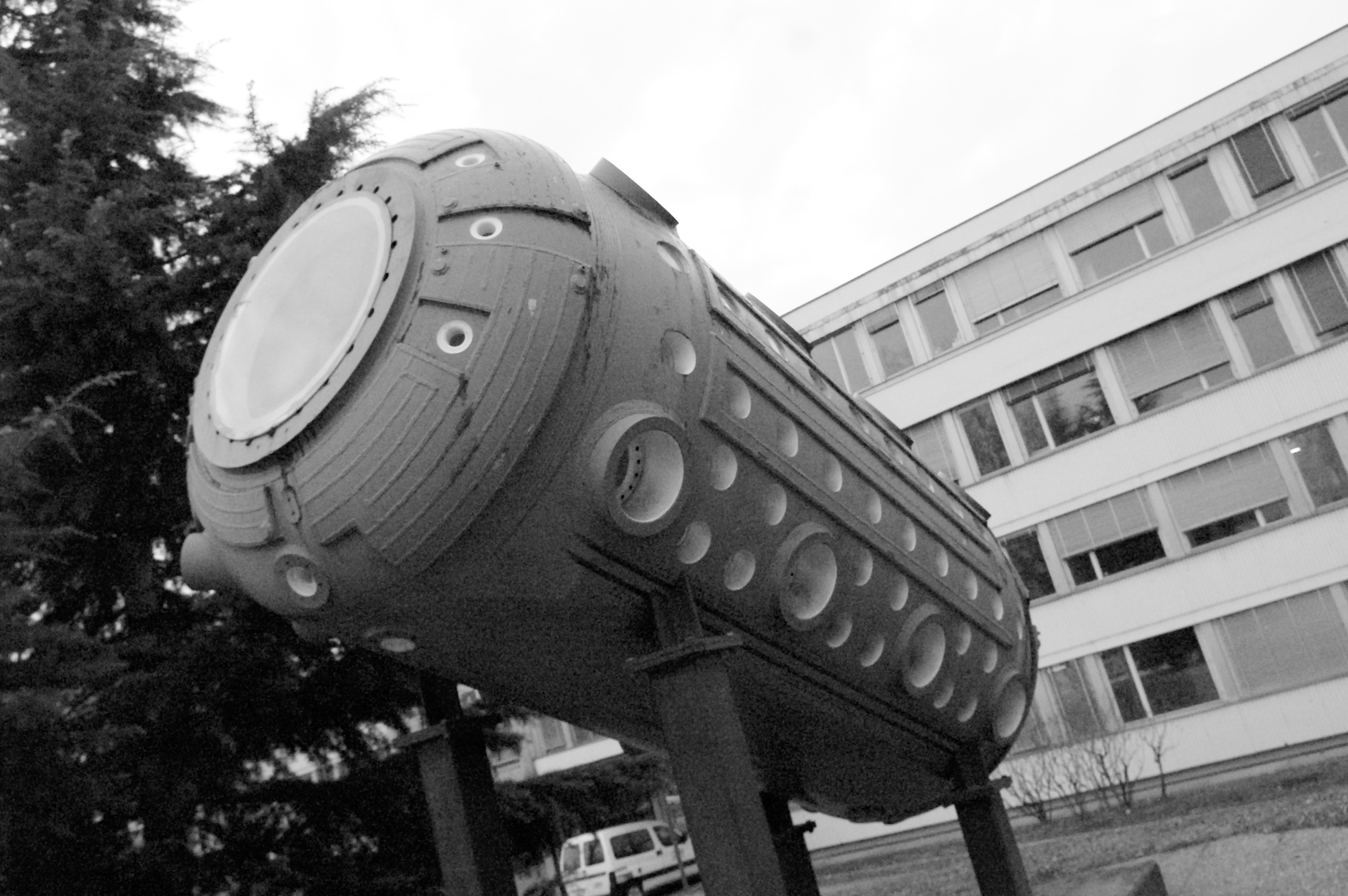
Le détecteur Gargamelle, désormais en exposition dans le jardin du Microcosm au CERN.

Gargamelle est une chambre à bulles du CERN, célèbre pour avoir mis en évidence l'interaction faible par courant neutre en juillet 1973. Le courant neutre fut la première preuve de l'existence des boson W et boson Z.
Mis en service au CERN en 1970, il était conçu pour détecter les faisceaux de neutrinos et d'antineutrinos émis par le synchrotron à protons (PS ; 1970-76). En 1979, on découvrit une fissure impossible à réparer dans l'enceinte, ce qui conduisit au déclassement de ce détecteur.